# Библиография Владимира Короленко
Библиография русского писателя Владимира Галактионовича Короленко.
В список включены следующие сочинения В. Г. Короленко:
- все опубликованные в прижизненном Полном собрании сочинений 1914 года (далее — ПСС 1914), а также не вошедшие в него по независящим от автора обстоятельствам;
- все опубликованные в двухтомном издании «Сибирские очерки и рассказы» (1946; далее — Сиб., ч. 1, ч. 2);
- все опубликованные в Собрании сочинений в 10 томах (М., ГИХЛ, 1953—1956; далее — Собр. 1953—1956), кроме писем;
- все опубликованные в сборнике «В. Г. Короленко о литературе» (1957; далее — Короленко 1957);
- все опубликованные в Собрании сочинений в шести томах (М., «Правда», 1971; далее — Собр. 1971);
- все опубликованные в Собрании сочинений в 5 томах (Л., 1989—1991; далее — Собр. 1989—1991);
- все опубликованные в сборнике «Была бы жива Россия!: Неизвестная публицистика. 1917—1921 гг.» (2002; далее — Короленко 2002);
- все опубликованные в трёхтомном издании «Неизданный В. Г. Короленко. Публицистика» (2011—2013; далее — Публицистика 2011, 2012, 2013);
- некоторые из опубликованных в «полном» посмертном собрании сочинений (1922—1929).

## Повести, рассказы и очерки
| Год написания | Год публикации | Название                                                     | Примечание |
| ------------- | -------------- | ------------------------------------------------------------ | --- |
| 1879          | 1879           | Эпизоды из жизни «искателя»                                  | Рассказ опубликован в петербургском журнале «Слово», 1879, № 7. Вошёл в ПСС 1914. |
| 1880-е        | 1929           | Полоса (История одного молодого человека)                    | Рукопись повести впервые опубликована в т. V Полного посмертного собрания сочинений В. Г. Короленко (1929); там же опубликованы: Отрывки к повести «Полоса»; Полоса (или Недавнее) или То, что прошло; Отрывок к повести «Полоса». Вошла в Собр. 1989—1991.                                                                                            |
| 1880          | 1892           | Чудна́я (Очерк из 80-х годов)                                 | Впервые опубликован в Нью-Йорке в газете «Прогресс», № 11—15, 1892. В России из-за цензурного запрета смог быть опубликован в 1905 году (журнал «Русское богатство», № 9). Вошёл в ПСС 1914. |
| 1880          | 1880           | Ненастоящий город (Беглые наблюдения и заметки)              | Опубликовано в журнале «Слово», 1880, № 11. Вошло в ПСС 1914. |
| 1880          | 1881           | Яшка                                                         | Рассказ опубликован в журнале «Слово», 1881, № 2. Вошёл в ПСС 1914. |
|               | 1946           | Идеалисты и реалисты                                         | Размышления в связи с содержанием рассказа «Яшка»; впервые опубликованы в первой части «Сибирских очерков и рассказов» (1946). |
| 1880          |                | Женился!                                                     | Опубликовано во второй части «Сибирских очерков и рассказов» (1946). |
| 1882          | 1885           | Убивец                                                       | Опубликован в журнале «Северный вестник», 1885, № 1. Вошёл в ПСС 1914. |
| 1882          |                | С двух сторон                                                | Отрывок, не относящийся к одноимённому рассказу Короленко. Опубликован в т. XV Полного посмертного собрания сочинений (1923). |
| 1883          | 1885           | Сон Макара (Святочный рассказ)                               | Опубликован в журнале «Русская мысль», 1885, № 3. В 1946 году в первой части «Сибирских очерков и рассказов» под заголовком «К рассказу „Сон Макара“» опубликованы отрывки и черновики рассказа. |
| 1884          | 1935           | Станочники                                                   | Впервые: Короленко В. Записные книжки 1880—1900 гг. — М.: Гослитиздат, 1935.. Вошло в Сиб., ч. 2. |
| 1881—1884     | 1946           | Пастыри                                                      | Впервые опубликовано во второй части «Сибирских очерков и рассказов». |
| 1882—1884     |                | Отрывки рассказа «Смерть якута»                              | Опубликованы во второй части «Сибирских очерков и рассказов» (1946). |
| 1882—1884     |                | Рассказ поселенца                                            | Опубликован во второй части «Сибирских очерков и рассказов» (1946). |
| 1882—1884     | 1946           | Манчары и Омоче                                              | Впервые опубликовано во второй части «Сибирских очерков и рассказов» (1946). |
|               |                | Отрывки рассказа «Артисты»                                   | Опубликованы во второй части «Сибирских очерков и рассказов» (1946). |
|               | 1946           | Отрывок без заглавия                                         | Впервые опубликован во второй части «Сибирских очерков и рассказов» (1946). |
| 1885          | 1885           | В ночь под Светлый праздник (Рассказ)                        | Опубликован в казанской газете «Волжский вестник», 1885, № 70. Вошёл в ПСС 1914. |
| 1885          | 1885           | Старый звонарь (Весенняя идиллия)                            | Опубликовано в газете «Волжский вестник», 1885, № 118. Вошло в ПСС 1914. |
|               | 1885           | Глушь                                                        | Опубликовано в газете «Волжский вестник». Вошло в Собрание сочинений в 5 томах. — М.: Молодая гвардия, 1960—1961. |
| 1885          | 1885           | Соколинец (Из рассказов о бродягах)                          | Опубликован в журнале «Северный вестник», 1885, № 4. Вошёл в ПСС 1914. |
| 1885          | 1885           | В дурном обществе (Из детских воспоминаний моего приятеля)   | Рассказ опубликован в журнале «Русская мысль», 1885, № 10. Вошёл в ПСС 1914. В 1886 году был издан в обработке для детского чтения под названием «Дети подземелья». |
| Не ранее 1885 |                | Всякому своё                                                 | Опубликовано во второй части «Сибирских очерков и рассказов» (1946). |
| Не ранее 1885 | 1946           | Обрывок                                                      | Впервые опубликован во второй части «Сибирских очерков и рассказов». |
| 1886          | 1927           | Фёдор Бесприютный (Из рассказов о бродягах)                  | Рассказ не был пропущен цензурой, а рукопись не была возвращена автору. Короленко написал его заново, назвав «По пути»; со значительными цензурными изменениями он был опубликован в журнале «Северный вестник», 1888, № 2; вошёл в ПСС 1914. Рассказ «Фёдор Бесприютный» был опубликован в: «Красный архив», 1927, № 5 (24); вошёл в Собр. 1953—1956. |
| 1886          | 1886           | «Лес шумит» (Полесская легенда)                              | Рассказ опубликован в журнале «Русская мысль», 1886, № 1. Вошёл в ПСС 1914. |
| 1886—1898     | 1886           | Слепой музыкант (Этюд)                                       | Повесть опубликована в газете «Русские ведомости», 1886, № 32, 34, 44, 46, 73, 76, 82, 92, 100, 101. В 1898 году была значительно переработана. Вошла в ПСС 1914. |
| 1886          | 1886           | Сказание о Флоре, Агриппе и Менахеме, сыне Иегуды            | Рассказ опубликован в журнале «Северный вестник», 1886, № 10. Вошёл в ПСС 1914. |
| 1886          | 1886           | Содержающая                                                  | Очерк опубликован в газете «Русские ведомости», 1886, № 290, 298, 299, 305, 312, 318, 320, 325, 331. Отрывок из этого очерка, не пропущенный царской цензурой, был опубликован под названием «Символ» в журнале «Голос минувшего», 1922, № 1 (июнь). Очерк «Содержающая» (состоящий из нескольких очерков) вошёл в Сиб., ч. 2.                         |
| 1886          | 1886           | Мгновение (Очерк)                                            | Под названием «Море» очерк был впервые опубликован в газете «Волжский вестник», 1886, № 286. После значительной переработки опубликован в сборнике «На славном посту» (СПб., 1900). Вошёл в ПСС 1914. |
| 1887          | 1887           | Прохор и студенты (Повесть из студенческой жизни 70-х годов) | Повесть осталась незаконченной; впервые опубликована в журнале «Русская мысль», 1887, № 1, 2. Вошла в ПСС 1914. |
| 1887          | 1887           | На заводе (Две главы из неоконченной повести)                | Впервые опубликованы в газете «Русские ведомости», 1887, № 67 и 74. Вошли в ПСС 1914. |
| 1887          |                | Набросок                                                     | Опубликован в т. XV Полного посмертного собрания сочинений (1923). |
| 1887          | 1887           | За иконой                                                    | Опубликовано в журнале «Северный вестник», 1887, № 9. Вошло в ПСС 1914. |
| 1887          | 1887           | На затмении (Очерк с натуры)                                 | Опубликовано в газете «Русские ведомости», 1887, № 244. Вошло в ПСС 1914. |
| 1887          |                | Судьбина                                                     | Набросок опубликован в т. XV посмертного собрания сочинений (1923). |
| 1887          | 1923           | Чужой мальчик                                                | Незаконченный рассказ, опубликован в т. XV посмертного собрания сочинений (1923). |
| 1888          | 1888           | Черкес (Очерк)                                               | Опубликовано в «Сибирской газете», 1888, № 16, 25 февраля. Вошло в ПСС 1914. |
| 1888—1914     | 1888           | С двух сторон (Рассказ)                                      | Впервые опубликован в журнале «Русская мысль», 1888, № 11, 12. В 1914 году Короленко переработал рассказ. Включён в ПСС 1914. |
| 1888          | 1888           | Ночью (Очерк)                                                | Опубликовано в журнале «Северный вестник», 1888, № 12. Вошло в ПСС 1914. |
| 1888          |                | Белая пташка                                                 | Опубликовано во второй части «Сибирских очерков и рассказов» (1946). |
| 1889          | 1889           | На Волге                                                     | Опубликовано в «Сборнике памяти В. М. Гаршина», СПб., 1889. Вошло в ПСС 1914. |
| 1889          | 1889           | Птицы небесные (Рассказ)                                     | Опубликован в газете «Русские ведомости», 1889, № 224, 229, 233, 236. Вошёл в ПСС 1914. |
| 1890          | 1890           | В пустынных местах (Из поездки по Ветлуге и Керженцу)        | Очерки опубликованы в «Русских ведомостях», 1890, № 211, 223, 234, 253, 255, 263, 269, 297, 335, 353. Вошли в ПСС 1914. |
| 1889—1890     | 1891           | Тени (Фантазия)                                              | Рассказ опубликован в журнале «Русская мысль», 1891, № 12. Вошёл в ПСС 1914. |
| 1890          | 1891           | Судный день («Иом-кипур») (Малорусская сказка)               | Опубликовано в «Русских ведомостях», 1891, № 43, 47, 48, 58, 61, 69, 77. Вошло в ПСС 1914. |
| 1891          | 1892           | Река играет (Эскизы из дорожного альбома)                    | Рассказ впервые опубликован в сборнике «В помощь голодающим», СПб., 1892. Вошёл в ПСС 1914. |
| 1892          | 1892           | Ат-Даван (Из сибирской жизни)                                | Рассказ опубликован в журнале «Русское богатство», 1892, № 10. Вошёл в ПСС 1914. |
| 1894          | 1894           | Парадокс (Очерк)                                             | Рассказ опубликован в журнале «Русское богатство», 1894, № 5. Вошёл в ПСС 1914. |
| 1894          | 1894           | «Драка в доме» (Очерки из заграничной поездки)               | Опубликовано в журнале «Русское богатство», 1894, № 11. Вошло в ПСС 1914. |
| 1895          | 1895           | Без языка (Рассказ)                                          | Опубликован в журнале «Русское богатство», 1895, № 1—4. Вошёл в ПСС 1914. |
|               | 1895           | По «новой» русской дороге                                    | Впервые очерк опубликован в газете «Русские ведомости», 1895, № 36 и 42 от 5 и 11 февраля, под заголовком «„Движение открыто“ (С натуры)». Вошёл в Собр. 1971. |
| 1895          | 1896           | Фабрика смерти (Эскиз)                                       | Опубликовано в «Самарской газете», 1896, № 11, 12. Вошло в ПСС 1914. |
|               | 1896           | В облачный день (Очерк)                                      | Опубликовано в журнале «Русское богатство», 1896, № 2. Вошло в ПСС 1914. |
| 1896          | 1923           | Художник Алымов (Из рассказов о встречных людях)             | Рассказ предназначался для «Русского богатства», но Короленко отказался от его публикации; впервые опубликован в т. XV Полного посмертного собрания сочинений Короленко. Вошёл в Собр. 1953—1956. |
|               |                | В ссоре с младшим братом                                     | Незавершённый рассказ, опубликован в т. XV Полного посмертного собрания сочинений (1923). |
|               |                | К рассказу о кающемся дворянине                              | Опубликовано в т. XV Полного посмертного собрания сочинений (1923). |
|               |                | Тревоги одного двора                                         | Опубликовано в т. XV Полного посмертного собрания сочинений (1923). |
|               |                | Самовольство                                                 | Опубликовано в т. XV Полного посмертного собрания сочинений (1923). |
|               |                | Тема (Тревоги одного двора)                                  | Опубликовано в т. XV Полного посмертного собрания сочинений (1923). |
|               |                | Отрывок без заглавия                                         | Опубликовано в т. XV Полного посмертного собрания сочинений (1923) |
|               |                | На пристани                                                  | Опубликовано в т. XV Полного посмертного собрания сочинений (1923). |
|               |                | На откосе и под откосом                                      | Опубликовано в т. XV Полного посмертного собрания сочинений (1923). |
|               |                | Сон                                                          | Опубликовано в т. XV Полного посмертного собрания сочинений (1923). |
|               |                | Отрывки к рассказу «Сон»                                     | Опубликовано в т. XV Полного посмертного собрания сочинений (1923). |
|               |                | Грёзы                                                        | Опубликовано в т. XV Полного посмертного собрания сочинений (1923). |
|               |                | Десять лет в провинции                                       | Опубликовано в т. XV Полного посмертного собрания сочинений (1923). |
|               |                | В борьбе с дьяволом (Эскиз из дорожного альбома)             | Опубликовано в газете «Русские ведомости». Вошло в ПСС 1914. |
| 1897          | 1897           | Над лиманом (из записной книжки путешественника)             | Опубликовано в журнале «Русское богатство», 1897, № 11. Вошло в ПСС 1914. |
| 1898          | 1898           | Необходимость (Восточная сказка)                             | Опубликовано в журнале «Русское богатство», 1898, № 11. Вошло в ПСС 1914. |
| 1899          | 1927           | Стой, солнце, и не движись, луна! (Сказка)                   | Короленко не был вполне удовлетворён написанным, и при жизни автора произведение не издавалась. Впервые опубликовано в т. XXII Полного посмертного собрания сочинений (1927). Вошло в Собр. 1953—1956. |
| 1899          | 1899           | Марусина заимка (Очерки из жизни в далёкой стороне)          | Опубликовано в «Сборнике журнала „Русское богатство“», СПб., 1899 г. под названием «Маруся». Вошло в ПСС 1914. |
| 1899          | 1899           | Смиренные (Деревенский пейзаж)                               | Опубликовано в журнале «Русское богатство», 1899, № 1. Вошло в ПСС 1914. |
|               | 1927           | Таланты                                                      | Опубликовано в т. XXII Полного посмертного собрания сочинений (1927). Вошло в Собр. 1953—1956. |
| 1900          | 1901           | Огоньки                                                      | Впервые опубликовано в книге «В помощь евреям, пострадавшим от неурожая», СПб., 1901. Вошло в ПСС 1914. |
| 1900          | 1901           | Последний луч                                                | Опубликовано в журнале «Русское богатство», 1901, № 1. Вошло в ПСС 1914. |
| 1900—1901     | 1901           | Государевы ямщики                                            | Опубликовано в журнале «Русское богатство», 1901, № 2. Вошло в ПСС 1914. |
| 1900—1901     | 1901           | Мороз                                                        | Рассказ опубликован в журнале «Русское богатство», 1901, № 1. Вошёл в ПСС 1914. |
| 1901          | 1901           | У казаков (Из летней поездки на Урал)                        | Опубликовано в журнале «Русское богатство», 1901, № 10—12. Вошло в ПСС 1914. |
| 1902          |                | Ушёл! (Рассказ о старом знакомом)                            | Вошёл в Собр. 1953—1956. |
|               | 1923           | Софрон Иванович (Из рассказов о встречных людях)             | Первые наброски в записной книжке относятся к 1893 году. Рассказ впервые опубликован в т. XVIII посмертного собрания сочинений (1923). Вошёл в Собр. 1953—1956. |
| 1903          | 1903           | Не страшное (Из записок репортёра. Этюд)                     | Рассказ опубликован в журнале «Русское богатство», 1903, № 2. Вошёл в ПСС 1914. |
| 1900 — 1904   | 1904           | Феодалы                                                      | Опубликовано в: К свету. Научно-литературный сборник. Под ред. Е. П. Летковой и Ф. Д. Батюшкова. СПб., изд. Комитета Общества доставления средств С.-Петербургским высшим женским курсам, 1904. Вошло в ПСС 1914. |
| 1899—1905     | 1919           | Двадцатое число (Из старой записной книжки)                  | Рассказ опубликован в Ростове-на-Дону в литературно-художественном альманахе «Родина» (издание Ростово-Нахичеванского Союза увечных воинов). Вошёл в Собр. 1953—1956. |
|               | 1946           | Отрывки рассказа «Символ»                                    | Впервые опубликованы во второй части «Сибирских очерков и рассказов» (1946). |
| 1907          | 1907           | В Крыму                                                      | Опубликовано в журнале «Русское богатство», 1907, № 11. Вошло в ПСС 1914. |
| 1909          | 1909           | Наши на Дунае                                                | Опубликовано в журнале «Русское богатство», 1909, № 12. Вошло в ПСС 1914. |
| 1913          | 1913           | Турчин и мы. Из впечатлений в Добрудже                       | Опубликовано в журнале «Русское богатство», 1913, № 5. Вошло в ПСС 1914. |
| 1913          | 1914           | Нирвана. Из поездки на пепелища Дунайской сечи (Отрывок)     | Впервые опубликовано в ПСС 1914, т. 6. |
| 1915          | 1927           | Братья Мендель                                               | Неоконченный рассказ, опубликован в т. XXII посмертного собрания сочинений (1927). Вошёл в Собр. 1953—1956. |

## «История моего современника», автобиографические произведения, воспоминания
| Время написания | Название | Время и место публикации |
| --------------- | --- | --- |
| 1905—1908       | История моего современника. Книга первая | Впервые: «Современные записки», 1906, № 1; «Современность», 1906, № 1, 2; «Русское богатство», 1906, № 5; 1907, № 1; 1908, № 2, 3, 8, 10. Вошла в ПСС 1914.                                                                |
| 1909—1918       | История моего современника. Книга вторая | Первые восемь глав были опубликованы в журнале «Русское богатство», 1910, № 1, 2; затем вошли в ПСС 1914; вся книга вышла отдельным изданием в 1919 году в Одессе (издание «Русского богатства»). Вошла в Собр. 1953—1956. |
| 1918—1920       | История моего современника. Книга третья | Впервые: М.: Задруга, 1921. Вошла в Собр. 1953—1956. |
| 1920—1921       | История моего современника. Книга четвёртая | Впервые: «Голос минувшего», М., 1920—1921 (без указания номера); 1922, № 1. Вошла в Собр. 1953—1956. |
|                 | Отрывки из материалов к «Истории Моего Современника» (I; II 1-е гимназические годы; III Рецидив набожности; IV Детская любовь; V; VI; VII Ещё о молодёжи. Предчувствие героизма; VIII; IX) | Опубликованы в Полном посмертном собрании сочинений, 1923—1929, т. V (1929). Отрывок «Детская любовь» вошёл в Собр. 1953—1956 (т. 5).                                                                                      |
|                 | Моё первое знакомство с Диккенсом | Впервые: «Неделя современного слова» (1912, 30 января). Вошло в ПСС 1914. |
|                 | В Березовских починках (Наброски) | Опубликованы в: Полное посмертное собрание сочинений, 1922—1929, т. V (1929). |
|                 | За дверью (Стихотворение) | Опубликовано в Полном посмертном собрании сочинений, т. V (1929). Приведено в Собр. 1953—1956 в предисловии к первому тому.                                                                                                |
| 1894            | Искушение (Страничка из прошлого) | Впервые: журнал «Русское богатство», 1914, № 8. Вошло в ПСС 1914. |
|                 | Автобиографическое письмо А. М. Скабичевскому | Впервые: Полное посмертное собрание сочинений, т. V (1929). Вошло в Собр. 1989—1991. |
|                 | Автобиографическое письмо | Впервые: «Известия Отделения литературы и языка АН СССР», 1957, т. 16, вып. I (январь — февраль). Вошло в Собр. 1989—1991.                                                                                                 |
|                 | Владимир Галактионович Короленко. Черты автобиографии | Впервые: Полное посмертное собрание сочинений, т. V (1929). Вошло в Собр. 1989—1991. |
|                 | В. Г. Короленко | Впервые: Полное посмертное собрание сочинений, т. V (1929). Вошло в Собр. 1989—1991. |
|                 | Автобиография, написанная для словаря писателей | Впервые: Короленко В. Г. Письма. 1888—1921 / Под ред. Б. Л. Модзалевского. Пб., 1922. Вошло в Собр. 1989—1991. |
|                 | Чёрточка из автобиографии | Впервые: Русские ведомости (1863—1913). Юбилейный сборник. СПб., 1913. Вошло в Собр. 1989—1991. |

| Год написания | Год публикации | Название                                                   | Примечание |
| ------------- | -------------- | ---------------------------------------------------------- | --- |
| 1889-1890     | 1894           | Воспоминания о Чернышевском                                | Опубликованы в Лондоне, в издательстве фонда Вольной русской прессы, 1894. В России были опубликованы в 1904 году в журнале «Русское богатство», № 11. Вошли в ПСС 1914. |
| 1902          | 1902           | О Глебе Ивановиче Успенском (Черты из личных воспоминаний) | Опубликовано в журнале «Русское богатство», 1902, № 5. Вошло в ПСС 1914.                                                                                                 |
|               |                | Ангел Иванович Богданович                                  | Вошло в ПСС 1914. |
|               |                | Великий пилигрим (Три встречи с Л. Н. Толстым)             | Начато в декабре 1910 года. При жизни Короленко текст не был опубликован. Вошёл в Собр. 1953—1956.                                                                       |
|               |                | Памяти А. А. Савельева (Страничка из воспоминаний)         | Опубликовано в: Неизданный В. Г. Короленко. Публицистика. 1914—1916. — 2011.                                                                                             |

## Публицистика, бытовые и исторические очерки
| Год написания                            | Год публикации  | Название                                                                       | Примечание |
| ---------------------------------------- | --------------- | ------------------------------------------------------------------------------ | --- |
| 1884                                     | 1946            | Омоллон                                                                        | Впервые: Короленко В. Сибирские очерки и рассказы. — ОГИЗ, 1946. — Т. 2. |
| 1886                                     | 1886            | Н. М. Астырев. В волостных писарях                                             | Рецензия опубликована в газете «Волжский вестник» (Казань), 1886, № 201, 18 сентября. Вошла в: Короленко 1957. |
| 1887                                     | 1887            | Две картины (Размышления литератора)                                           | Опубликовано в газете «Русские ведомости», 1887, № 102. Вошло в ПСС 1914. |
| 1887                                     | 1957            | М. Н. Альбов. Повести и рассказы                                               | Рецензия впервые опубликована по рукописи в: «В. Г. Короленко о литературе», Гос. изд-во худож. лит-ры, 1957. |
| 1887 или 1888                            |                 | Адъютант его превосходительства                                                | Опубликовано во второй части «Сибирских очерков и рассказов» (1946). |
| 1888                                     | 1888            | Литературная заметка                                                           | «Волжский вестник», 1888, № 255, 11 октября. Вошла в: Короленко 1957. |
| 1889                                     | 1927            | О Щедрине                                                                      | Статья впервые опубликована в т. XXIV посмертного собрания сочинений Короленко (1927). Вошла в Собр. 1953—1956. |
| 1889—1890                                | 1890            | Павловские очерки                                                              | Опубликованы в журнале «Русская мысль», 1890, № 9—11. Вошли в ПСС 1914. |
| 1891                                     | 1892            | К истории отживших учреждений                                                  | Опубликовано в: «Русская старина», 1892, № 5. Вошло в ПСС 1914. |
| 1892—1907                                | 1892—1893, 1907 | В голодный год (Наблюдения и заметки из дневника)                              | Публиковалось в газете «Русские ведомости», 1892, № 116, 124, 131, 145, 155, 169, 183, 206, 246, 259, 319, 340; 1893, № 9 и в журнале «Русское богатство», 1893, № 2, 3, 5, 7. Изменение цензурных условий после 1905 года позволило автору внести значительные дополнения и изменения в издание 1907 года. Вошло в ПСС 1914. |
| 1893                                     |                 | В холерный год                                                                 | Вошло в ПСС 1914. |
| 1894                                     |                 | Литератор-обыватель. Речь, читанная в годовщину смерти А. С. Гациского         | Вошло в ПСС 1914. |
| 1894                                     | 1894            | «Божий городок»                                                                | Опубликовано в «Русских ведомостях», 1894, № 215. Вошло в ПСС 1914. |
| 1895                                     | 1895            | Дело о описании прежних лет архивы: Сто лет назад и в наше время               | Выпущена отдельным изданием типографией Ройского и Душина в Нижнем Новгороде |
| 1895                                     | 1895            | Удивительная философия                                                         | Опубликовано в: «Нижегородский листок», 1895, № 263. Вошло в ПСС 1914. |
| 1895                                     | 1895            | Отголоски политических переворотов в уездном городе XVIII века                 | Опубликовано в: «Нижегородский листок», 1895, № 303. Вошло в ПСС 1914. |
| 1895—                                    |                 | Мултанское жертвоприношение                                                    | Очерки публиковались с 1895 года, в том числе в «Русском богатстве», 1895, № 11; 1896, № 1, 6; «Русских ведомостях», 1895, № 288, 340, "Новом времени", 1896, № 7149. В 1914 году под этим названием десять статей и заметок были напечатаны в Полном собрании сочинений Короленко.                                           |
| 1896                                     | 1896            | Колечко                                                                        | Опубликовано в: «Нижегородский листок», 1896, № 63. Вошло в Собр. 1953—1956. |
| 1896                                     | 1896            | Метаморфоза «Гражданина»                                                       | Опубликовано в журнале «Русское богатство», 1896, № 2. Вошло в ПСС 1914. |
| 1896                                     | 1896            | Прискорбные случаи из области суда                                             | Опубликовано в журнале «Русское богатство», 1896, № 3. Вошло в ПСС 1914. |
| 1896                                     | 1896            | Я. Канторович. — Средневековые процессы о ведьмах                              | Опубликовано в журнале «Русское богатство», 1896, № 5. Вошло в ПСС 1914. |
| 1896                                     | 1896            | Современная самозванщина                                                       | Опубликовано в журнале «Русское богатство», 1896, № 5, 8. Вошло в ПСС 1914. |
| 1896                                     |                 | Дело Жеденева                                                                  | Вошло в ПСС 1914. |
|                                          |                 | Толки печати о приговоре по делу г. Жеденева                                   | Опубликовано в журнале «Русское богатство», 1896, № 6. Вошло в ПСС 1914. |
| 1897                                     | 1897            | Русская дуэль в последние годы                                                 | Опубликовано в журнале «Русское богатство», 1897, № 2. Вошло в ПСС 1914. |
| 1897                                     | 1897            | Лазарильо из Тормес и его удачи и неудачи                                      | Рецензия опубликована в майской книге журнала «Русское богатство» за 1897 год без подписи. Вошла в: Короленко 1957. |
| 1897                                     | 1897            | [М.] Мандрыка. — Житейский задачник для детей                                  | Рецензия опубликована в журнале «Русское богатство», 1897, № 10. Вошла в ПСС 1914. |
| 1898                                     | 1898            | Сергей Ромиас. Деревня нашего времени                                          | Рецензия опубликована в январской книге «Русского богатства» за 1898 год. Вошла в: Короленко 1957. |
| 1898                                     | 1898            | Памяти Белинского                                                              | Опубликовано в журнале «Русское богатство», 1898, № 5. Вошло в Собр. 1953—1956. |
| 1898                                     | 1898            | Кузька — мордовский бог                                                        | Рецензия опубликована в журнале «Русское богатство», 1898, № 5. Вошла в ПСС 1914. |
| 1898                                     | 1898            | М. Зинин (Сергей Шарапов). Кружным путём                                       | Рецензия опубликована в июньской книге «Русского богатства» за 1898 год. Вошла в: Короленко 1957. |
| 1898                                     | 1898            | Юбилей Толстого в 1898 году                                                    | Опубликовано в сентябрьской книге «Русского богатства» за 1898 год. Вошла в: Короленко 1957. |
| 1898                                     | 1898            | К вопросу о прислуге                                                           | Опубликовано в журнале «Русское богатство», 1898, № 9. Вошло в ПСС 1914. |
| 1898                                     | 1898            | Знаменитость конца века                                                        | Опубликовано в журнале «Русское богатство», 1898, № 11. Вошло в ПСС 1914. |
| 1899                                     | 1899            | Переселение духоборов в Америку                                                | Опубликовано в журнале «Русское богатство», 1899, № 2. Вошло в ПСС 1914. |
| 1899                                     | 1899            | О сложности жизни (Из полемики с «марксизмом»)                                 | Опубликовано в журнале «Русское богатство», 1899. Вошло в ПСС 1914. |
| 1899                                     | 1899            | Аркадий Пресс. Повести и рассказы                                              | Рецензия опубликована в ноябрьской книге «Русского богатства» за 1899 год. Вошла в: Короленко 1957. |
| 1900                                     | 1900            | Н. А. Тан. — Чукотские рассказы                                                | Рецензия опубликована в журнале «Русское богатство», 1900, № 5. Вошла в ПСС 1914. |
| 1901                                     | 1901            | Несколько мыслей о национализме                                                | Статья опубликована в журнале «Русское богатство», 1901, № 5, без подписи. Вошла в ПСС 1914. |
| 1901                                     | 1901            | А. Серафимович. — Очерки и рассказы                                            | Рецензия опубликована в журнале «Русское богатство», 1901, № 6. Вошла в ПСС 1914. |
| 1901                                     | 1901            | Кармен. Дикари                                                                 | Рецензия опубликована в сентябрьской книге «Русского богатства» за 1901 год без подписи. Вошла в: Короленко 1957. |
| 1901                                     |                 | Письмо к редактору «Русских ведомостей»                                        | Вошло в ПСС 1914. |
| 1900—1901                                | 1922            | Пугачёвская легенда на Урале                                                   | Опубликовано в журнале «Голос минувшего», 1922, кн. 10. Вошло в Собр. 1953—1956. |
| 1902                                     | 1927            | Глеб Иванович Успенский                                                        | Впервые опубликовано в т. XXIV посмертного Собрания сочинений (1927). Вошло в: Короленко 1957. |
| 1903                                     | 1903            | А. И. Скребицкий. — Воспитание и образование слепых и их призрение на Западе   | Опубликовано в журнале «Русское богатство», 1903, № 6. Вошло в ПСС 1914. |
| 1903                                     | 1903            | Дом № 13                                                                       | Не пропущенный цензурой, очерк печатался за границей до опубликования в России в 1905 году в Харькове в издательстве Раппа и Потапова. Вошёл в ПСС 1914. |
| 1904                                     | 1908            | Гражданская казнь Чернышевского (По рассказу очевидца)                         | Впервые опубликовано в сборнике статей В. Г. Короленко «Отошедшие» в 1908 году. Вошло в Собр. 1953—1956. |
| 1904                                     | 1904            | В. П. Буренин. — Театр. Том первый. СПб. 1904                                  | Рецензия опубликована в журнале «Русское богатство», 1904, № 1. Вошла в ПСС 1914. |
| 1904                                     | 1904            | Василий Якимов. Без хлеба насущного                                            | Рецензия опубликована в апрельской книге «Русского богатства» за 1904 год без подписи. Вошла в: Короленко 1957. |
| 1904                                     | 1904            | В. В. Березовский. Дни и ночи                                                  | Рецензия опубликована в майской книге «Русского богатства» за 1904 год без подписи. Вошла в: Короленко 1957. |
| 1904                                     | 1904            | Н. Тимковский. — Повести и рассказы                                            | Рецензия опубликована в журнале «Русское богатство», 1904, № 6. Вошла в ПСС 1914. |
| 1904                                     | 1904            | Соня Мармеладова на лекции г-жи Лухмановой                                     | Опубликовано в журнале «Русское богатство», 1904, № 6. Вошло в ПСС 1914. |
| 1904                                     | 1904            | Новые возражатели                                                              | Опубликовано в журнале «Русское богатство», 1904, № 6. Вошло в Собр. 1953—1956. |
| 1904                                     | 1904            | Антон Павлович Чехов                                                           | Опубликовано в журнале «Русское богатство», 1904, № 7 (под заголовком «Памяти Антона Павловича Чехова»). Вошло в ПСС 1914. |
| 1904                                     | 1904            | Курский проект устранения жёлтой опасности                                     | Опубликовано в журнале «Русское богатство», 1904, № 7. Вошло в ПСС 1914. |
| 1904                                     | 1904            | О сборниках Товарищества «Знание» за 1903 г. (Литературная заметка)            | Опубликовано в журнале «Русское богатство», 1904, № 8. Вошло в ПСС 1914. |
| 1904                                     | 1904            | Станислав Пшибышевский. — Homo sapiens                                         | Опубликовано в журнале «Русское богатство», 1904, № 9. Вошло в ПСС 1914. |
| 1904                                     | 1904            | С. Красинский. — Иридион                                                       | Рецензия опубликована в журнале «Русское богатство», 1904, № 9. Вошла в ПСС 1914. |
| 1904                                     | 1904            | Г. Скабичевский и «освобождение от журналов»                                   | Опубликовано в журнале «Русское богатство», 1904, № 9. Вошло в ПСС 1914. |
| 1904                                     | 1904            | Федор Сологуб. Книга сказок                                                    | Рецензия опубликована в декабрьской книге «Русского богатства» за 1904 год. Вошла в: Короленко 1957. |
| 1904                                     | 1904            | Князь Мещерский и покойные министры                                            | Опубликовано в журнале «Русское богатство», 1904, № 12. Вошло в ПСС 1914. |
| 1904                                     | 1904            | Заставы (Картинка провинциальной жизни)                                        | Опубликовано в газете «Русские ведомости», 1904, № 360. Вошло в ПСС 1914. |
| 1905                                     | 1905            | 9 января 1905 г.                                                               | Статья была опубликована в журнале «Русское богатство», 1905, № 1, под названием «9 января в Петербурге». Вошла в ПСС 1914. |
| 1905                                     | 1905            | Откровенные излияния кн. Мещерского                                            | Опубликовано в журнале «Русское богатство», 1905, № 2. Вошло в ПСС 1914. |
| 1905                                     | 1905            | Артур Иванович Череп-Спиридович                                                | Опубликовано в журнале «Русское богатство», 1905. Вошло в ПСС 1914. |
| 1905                                     | 1905            | Поэзия и проза в комиссии Д. Ф. Кобеко                                         | Опубликовано в журнале «Русское богатство», 1905, № 3. Вошло в ПСС 1914. |
| 1905                                     |                 | Некоторые проявления полицейского всемогущества                                | Опубликовано в журнале «Русское богатство», 1905, № 3. Вошло в ПСС 1914. |
| 1905                                     | 1905            | Национализм, гуманность, нагайка, война                                        | Опубликовано в журнале «Русское богатство», 1905, № 4. Вошло в ПСС 1914. |
| 1905                                     | 1905            | Морской штаб «на мирном положении»                                             | Опубликовано в журнале «Русское богатство», 1905, № 9. Вошло в ПСС 1914. |
| 1905                                     | 1905            | Письма к жителю городской окраины                                              | Опубликовано в: «Полтавщина», 1905, № 272, 276, 280, 289, 290. Вошло в ПСС 1914. |
| 1905                                     | 1907            | Любители пыточной археологии                                                   | Опубликовано в журнале «Русское богатство», 1907, № 3. Вошло в ПСС 1914. |
|                                          | 1905            | О свободе печати                                                               | Опубликовано в журнале «Русское богатство», 1905, № 11—12. Не вошло в ПСС 1914 по независящим от автора обстоятельствам. |
|                                          | 1905            | Современные картинки                                                           | Опубликовано в журнале «Русское богатство», 1905, № 11—12. Вошло в ПСС 1914. |
| 1906                                     | 1906            | Наши «государственные люди» и новый гулльский инцидент                         | Опубликовано в: «Современные записки», 1906, № 1. Вошло в ПСС 1914. |
| 1906                                     | 1906            | Единство кабинета или Тайны министерства внутренних дел                        | Опубликовано в: «Современность», 1906, книга 1, март. Вошло в ПСС 1914. |
| 1906                                     | 1906            | Возвращение генерала Куропаткина                                               | Опубликовано в: «Современность», 1906, книга 1, март. Вошло в ПСС 1914. |
| 1906                                     | 1906            | Заботы доброго пастыря о грешной пастве                                        | Опубликовано в: «Современность», 1906, книга 2. Вошло в ПСС 1914. |
| 1906                                     | 1906            | Слова — министра. Дела — губернаторов                                          | Опубликовано в газете «Русские ведомости», 1906, № 265. Вошло в ПСС 1914. |
|                                          | 1906            | Судебная речь В. Г. Короленко                                                  | Опубликовано в журнале «Русское богатство», 1906, № 5. Не вошло в ПСС 1914 по независящим от автора обстоятельствам. |
|                                          | 1907            | Григорий Борисович Иоллос                                                      | Опубликовано в журнале «Русское богатство», 1907, № 3. Вошло в ПСС 1914. |
| 1907                                     | 1907            | Сорочинская трагедия (По данным судебного расследования)                       | Опубликовано в журнале «Русское богатство», 1907, № 4. Вошло в ПСС 1914. |
| 1907                                     | 1907            | Князь Мещерский — прогрессист!                                                 | Опубликовано в журнале «Русское богатство», 1907, № 4. Вошло в ПСС 1914. |
| 1907                                     | 1907            | Из записок Павла Андреевича Тентетникова                                       | Опубликовано в еженедельном сатирическом журнале «Пятница», № 4, 5 и 6; журнал выходил в Петербурге весной 1907 года. Вошло в Собр. 1953—1956. |
| 1907                                     | 1907            | Георгий Чулков. — Тайга. Драма. Издательство «Оры». С.-Петербург. 1907         | Рецензия опубликована в журнале «Русское богатство», 1907, № 5. Вошла в ПСС 1914. |
| 1907                                     | 1907            | Генерал Думбадзе, ялтинский генерал-губернатор                                 | Опубликовано в журнале «Русское богатство», 1907, № 5. Вошло в ПСС 1914. |
| 1907                                     | 1907            | Господа дуэлянты                                                               | Опубликовано в журнале «Русское богатство», 1907, № 5. Вошло в ПСС 1914. |
| 1908                                     | 1908            | О латинской благонадёжности                                                    | Опубликовано в газете «Русские ведомости», 1908, № 137. Вошло в ПСС 1914. |
| 1908                                     | 1908            | Лев Николаевич Толстой (Статья первая)                                         | Опубликовано в журнале «Русское богатство», 1908, № 8. Вошла в ПСС 1914. |
| 1908                                     | 1908            | Покушение на генерала Баранова в 1890 году                                     | Опубликовано в: «Минувшие годы», 1908, № 8. Вошло в ПСС 1914. |
| 1908                                     | 1908            | Лев Николаевич Толстой (Статья вторая)                                         | Опубликовано в газете «Русские ведомости», 1908, № 199. Вошла в ПСС 1914. |
| 1908                                     | 1908            | «Северные сборники»                                                            | Рецензия опубликована в журнале «Русское богатство», 1908 год, кн. 10. Вошла в Собр. 1953—1956. |
| 1908                                     | 1908            | О погромных делах (Предисловие к собранию речей по делам о еврейских погромах) | Опубликовано в: Речи по погромным делам. Вып. II. Издательство Д. Н. Тягая, Киев, 1908. Вошло в ПСС 1914. |
| 1909                                     | 1909            | Стереотипное в жизни русского писателя (К некрологу гр. Е. А. Салиаса)         | Опубликовано в: «Киевские вести», 1909, № 6. Вошло в ПСС 1914. |
|                                          | 1909            | «Декларация» В. С. Соловьёва (К истории еврейского вопроса в русской печати)   | Опубликовано в газете «Русские ведомости», 1909, № 20. Вошло в ПСС 1914. |
| 1909                                     | 1909            | Трагедия великого юмориста. Несколько мыслей о Гоголе                          | Опубликовано в журнале «Русское богатство», 1909, № 4, 5, под заголовком «Трагедия писателя (несколько мыслей о Гоголе)». Вошло в ПСС 1914. |
| 1909                                     | 1909            | Литературный фонд (1859—1909 г.)                                               | Опубликовано в журнале «Русское богатство», 1909, № 11, под названием «К пятидесятилетию Литературного Фонда». Вошло в ПСС 1914. |
| 1909                                     | 1911            | К вопросу о ритуальных убийствах                                               | Опубликовано в журнале «Русское богатство», 1911, № 12. Вошло в ПСС 1914. |
| 1909                                     |                 | Полтавские празднества                                                         | Статья была написана по просьбе редакции венской газеты «Neue Freie Presse», в которой и была напечатана. В царской России условия цензуры не позволяли опубликовать эту статью. Вошла в Собр. 1953—1956. |
| 1910                                     | 1910            | Бытовое явление (Заметки публициста о смертной казни)                          | Статья опубликована в журнале «Русское богатство», 1910, № 3, 4. Не вошла в ПСС 1914 из-за цензуры. Вошла в Собр. 1953—1956. |
| 1910                                     | 1910            | Н. Н. Брешко-Брешковский. — Чухонский бог                                      | Рецензия опубликована в июльской книге «Русского богатства» за 1910 год. Вошла в: Короленко 1957. |
|                                          | 1910            | Дело Глускера                                                                  | Опубликовано в журнале «Русское богатство», 1910, № 7. Не вошло в ПСС 1914 по независящим от автора обстоятельствам. Вошло в Собр. 1953—1956. |
| 1910                                     | 1957            | Конст. Кузьминский. — Художник-иллюстратор П. М. Боклевский                    | Рецензия впервые опубликована по рукописи в: «В. Г. Короленко о литературе», Гос. изд-во худож. лит-ры, 1957. |
| 1910                                     | 1910            | Черты военного правосудия                                                      | Опубликовано в журнале «Русское богатство», 1910, № 10. Не вошло в ПСС 1914 по независящим от автора обстоятельствам. Вошло в Собр. 1953—1956. |
| 1910                                     | 1910            | Умер <О Льве Толстом>                                                          | Впервые опубликовано в газете «Речь», № 307, 8 ноября 1910 г. Вошло в Собр. 1953—1956. |
| 1910                                     | 1910            | Всеволод Михайлович Гаршин (Литературный портрет)                              | Опубликовано в: «История русской литературы 19 в.» под редакцией Овсянико-Куликовского, М., 1910, т. IV. Вошло в ПСС 1914. |
|                                          | 1910            | Сергей Николаевич Южаков                                                       | Опубликовано в журнале «Русское богатство», 1910, № 12. Вошло в ПСС 1914. |
| 1911                                     | 1911            | В успокоенной деревне (Картинки подлинной действительности)                    | Опубликовано в газете «Русские ведомости», 1911, № 27. Вошло в ПСС 1914. |
| 1911                                     | 1911            | Легенда о царе и декабристе (Страничка из истории освобождения)                | Опубликовано в журнале «Русское богатство», 1911, № 2. Вошло в ПСС 1914. |
|                                          | 1911            | Один случай                                                                    | Опубликовано в: «Речь», 1911, 10 апреля. Вошло в ПСС 1914. |
| 1911                                     | 1911            | Памяти замечательного русского человека <В. С. Ивановский>                     | Опубликовано в газете «Русские ведомости», 1911, № 199. Вошло в Собр. 1953—1956. |
| 1911                                     | 1911            | Истязательская оргия                                                           | Опубликовано в: «Речь», 1911, № 347. Вошло в ПСС 1914. |
| 1911                                     | 1911            | Ликвидация псковской голодовки                                                 | Опубликовано в: «Речь», 1911, № 351. Вошло в ПСС 1914. |
| 1911                                     | 1911            | О «России» и о революции                                                       | Опубликовано в: «Речь», 1911, № 353. Вошло в ПСС 1914. |
| 1912                                     |                 | Честь мундира и нравы военной среды                                            | Вошло в ПСС 1914. |
| 1912                                     | 1912            | Старец Фёдор Кузьмич                                                           | Опубликовано в журнале «Русское богатство», 1912, № 2. Вошло в ПСС 1914. |
| 1912                                     | 1912            | Русская пытка в старину (Исторический очерк)                                   | Опубликовано в журнале «Русское богатство», 1912, № 1, 3. Вошло в ПСС 1914. |
| 1912                                     | 1912            | И. А. Гончаров и «молодое поколение» (К 100-летней годовщине рождения)         | Опубликовано в журнале «Русское богатство», 1912, № 6. Вошло в ПСС 1914. |
| 1912                                     | 1912            | Крест и полумесяц                                                              | Опубликовано в газете «Русские ведомости», 1912, № 269. Вошло в ПСС 1914. |
| 1912                                     | 1912            | Процесс редактора «Русского богатства»                                         | Впервые опубликовано в журнале «Русское богатство», 1912, кн. 12. Вошло в ПСС 1914. |
|                                          |                 | Историческая справка (Вниманию гг. казачьих офицеров)                          | Вошло в ПСС 1914. |
|                                          |                 | Удар Господень                                                                 | Вошло в ПСС 1914. |
| 1913                                     | 1913            | Третий элемент (Памяти Николая Фёдоровича Анненского)                          | Опубликовано в: «Русское богатство», 1913, № 7. Вошло в ПСС 1914. |
| 1913                                     | 1913            | Эпизод. Из жизни В. М. Соболевского                                            | Опубликовано в газете «Русские ведомости», 1913, № 111. Вошло в ПСС 1914. |
| 1913                                     | 1913            | О суде, о защите и о печати                                                    | Опубликовано в журнале «Русское богатство», 1913, № 8. Вошло в ПСС 1914. |
| 1913                                     | 1913            | На Лукьяновке (во время дела Бейлиса)                                          | Опубликовано в газете «Русские ведомости», 1913, № 242. Вошло в ПСС 1914. |
| 1913                                     | 1913            | Господа присяжные заседатели                                                   | Опубликовано в газете «Русские ведомости», 1913, № 248 и в газете «Речь», 1913, № 294. Вошло в Собр. 1953—1956. |
| 1913                                     | 1913            | Господа присяжные заседатели (статья вторая)                                   | Опубликовано в газете «Русские ведомости», 1913, в приложении к № 248. Вошло в Собр. 1953—1956. |
| 1913                                     | 1913            | Присяжные ответили…                                                            | Опубликовано в газете «Русские ведомости», 1913, № 249 и в газете «Речь», 1913, № 296. Вошло в Собр. 1953—1956. |
| 1913                                     | 1913            | Юбилей поэта-крестьянина <C. Д. Дрожжина>                                      | Впервые: «Полтавский день», 1913, № 173, 15 декабря. Вошло в: Короленко 1957. |
| 1913                                     |                 | Русский взгляд на дуэли и польское «коло»                                      | Вошло в ПСС 1914. |
| 1913                                     |                 | Бейлис и мултанцы                                                              | Вошло в ПСС 1914. |
| 1914                                     | 1914            | Юбилей К. С. Баранцевича                                                       | «Полтавский день», 1914, № 190, 3 января. Вошло в: Короленко 1957. |
| 1914                                     | 1914            | Николай Константинович Михайловский                                            | Опубликовано в журнале «Русское богатство», 1914, № 1. Вошло в ПСС 1914. |
|                                          | 1914            | Поправка                                                                       | «Киевская мысль», 1914, № 14, 14 января. Вошло в: Публицистика 2011. |
|                                          | 1914            | О полемике                                                                     | «Полтавский день», 1914, № 201, 17 января. Вошло в: Публицистика 2011. |
|                                          | 1914            | Деловое заявление                                                              | «Полтавский день», 1914, № 202, 18 января. Вошло в: Публицистика 2011. |
|                                          | 1914            | На местные темы. «Верно, как в аптеке»                                         | «Полтавский день», 1914, № 204, 21 января. Подписано «Обыватель». Вошло в: Публицистика 2011. |
| Датируется 1914 годом                    |                 | [О Н. К. Михайловском]                                                         | Незавершённая статья; опубликована в: Неизданный В. Г. Короленко. Публицистика. 1914—1916. — 2011. |
|                                          | 1914            | Кооперация и «частушка»                                                        | «День», 1914, № 51, 22 февраля. Вошло в: Публицистика 2011. |
|                                          |                 | Людям-братьям                                                                  | Вошло в: Публицистика 2011. |
|                                          |                 | Мысли и впечатления                                                            | Опубликовано в: Неизданный В. Г. Короленко. Публицистика. 1914—1916. — 2011. |
|                                          | 1915            | Отвоёванная позиция                                                            | «Русские ведомости», 1915, № 47, 27 февраля. Вошло в: Публицистика 2011. |
|                                          | 1915            | Опять возмездие                                                                | «Киевская мысль», 1915, № 179, 30 июня. Вошло в: Публицистика 2011. |
|                                          | 1915            | Родина!                                                                        | «Русские ведомости», 1915, № 154, 5 июля. Вошло в: Публицистика 2011. |
|                                          | 1915            | Письмо в редакцию                                                              | «Вокруг света. Еженедельный иллюстрированный журнал путешествий, науки, литературы и искусства», 1915, 18 октября. Вошло в: Публицистика 2011. |
|                                          | 1915            | Условные мысли                                                                 | «Русские ведомости», 1915, ноябрь. Вошло в: Публицистика 2011. |
|                                          |                 | От редакции (По поводу статьи К. Каутского)                                    | Опубликовано в: Неизданный В. Г. Короленко. Публицистика. 1914—1916. — 2011. |
| Датируется 1915 годом                    |                 | Мнение американца Джаксона о еврейском вопросе                                 | Вошло в: Публицистика 2011. |
|                                          | 1916            | Германский голос в пользу мира                                                 | «Полтавский день», 1916, 12 февраля . Вошло в: Публицистика 2011. |
|                                          |                 | Американский судья о русской полиции                                           | Опубликовано по рукописи в: Неизданный В. Г. Короленко. Публицистика. 1914—1916. — 2011. Статья датируется 1916 годом на основании полемики, возникшей на страницах «Русских ведомостей», «Киевской мысли» и др. изданий. |
|                                          | 1916            | О помощи семьям русских волонтёров во Франции (Письмо в редакцию)              | «Русские ведомости», 1916, № 60, 14 марта. Вошло в: Публицистика 2011. |
|                                          | 1916            | Симферопольская «тайна»                                                        | «Русские ведомости», 1916, № 69, 24 марта. Вошло в: Публицистика 2011. |
|                                          | 1916            | Кн. Урусов (бывший полтавский губернатор)                                      | «Полтавский день», 1916, 29 марта. Вошло в: Публицистика 2011. |
|                                          | 1916            | Земский готтентот                                                              | «Полтавский день», 1916, № 895, 1 апреля, подписано «W». Вошло в: Публицистика 2011. |
|                                          |                 | [О полтавской цензуре]                                                         | Опубликовано по рукописи в: Неизданный В. Г. Короленко. Публицистика. 1914—1916. — 2011. |
|                                          | 1916            | Губернатор, гласный и редактор                                                 | «Русские ведомости», 1916, № 106, 8 мая. Вошло в: Публицистика 2011. |
|                                          | 1916            | Об одном аресте (Письмо из Полтавы)                                            | «Русские ведомости», 1916, № 113, 17 мая. Вошло в: Публицистика 2011. |
|                                          | 2011            | Гибель «Португаля»                                                             | Опубликовано впервые по рукописи в: Неизданный В. Г. Короленко. Публицистика. 1914—1916. — 2011. |
|                                          | 1916            | Образчики «служебной гарантии»                                                 | «Русские ведомости», 1916, № 80, 7 июня. Вошло в: Публицистика 2011. |
| 1916                                     | 1916            | Суммистские ребусы                                                             | Опубликовано 25 февраля 1916 года в газете «Полтавский день», № 865. Вошло в Собр. 1953—1956. |
| 1916                                     | 1916            | Письмо в редакцию газеты «День»                                                | «День», 1916, № 213, 5 августа. Вошло в: Собр. 1953—1956 (т. 10) и Публицистика 2011. |
|                                          | 1916            | Протест В. Г. Короленко                                                        | «Нижегородский листок», 1916, № 211. Вошло в: Публицистика 2011. |
| 1916                                     | 1916            | Старые традиции русского либерализма и новый орган                             | «Русские записки», 1916, № 8, с. 249—256, с авторской датой «17 августа». Вошло в: Публицистика 2011. |
|                                          | 1916            | О мариампольской «измене»                                                      | «Русские ведомости», 1916, № 200, 30 августа. Вошло в: Публицистика 2011. |
|                                          | 1916            | Заточение графа Шептицкого                                                     | «Русские ведомости», 1916, № 246. Вошло в: Публицистика 2011. |
| 1916                                     | 1916            | Вера отцов                                                                     | «Русские записки», 1916, № 9. Вошло в: Публицистика 2011. |
|                                          | 1916            | Котляревский и Мазепа                                                          | Опубликовано в журнале «Русские записки», 1916, № 10. Вошло в Собр. 1953—1956. |
|                                          | 1916            | Уголок Галиции в Ростове-на-Дону                                               | «Русские записки», 1916, № 10. Вошло в: Публицистика 2011. |
|                                          | 1916            | Опыт ознакомления с Россией                                                    | «Русские записки», 1916, № 12. Вошло в: Публицистика 2011. |
|                                          | 1916            | О капитане Кюкене                                                              | «Русские ведомости», 1916, № 258. Вошло в: Публицистика 2011. |
|                                          |                 | О немецких колонистах                                                          | Опубликовано по рукописи в: Неизданный В. Г. Короленко. Публицистика. 1914—1916. — 2011. |
|                                          | 1916            | В Полтаве (От нашего корреспондента)                                           | «Киевская мысль», 1916, № 337, 4 декабря. Вошло в: Публицистика 2011. |
|                                          | 1916            | Печатный станок и пишущая машина                                               | «Русские ведомости», 1916, № 289. Вошло в: Публицистика 2011. |
|                                          | 1916            | Национализм в педагогии (К письму г-жи Бельской-Ахшарумовой)                   | «Полтавский день», 1916, 30 декабря. Вошло в: Публицистика 2011. |
| 1916                                     | 1917            | Обманчивые огни <Предисловие к публикации>                                     | Опубликовано в январской книге «Русских записок» за 1917 год. Вошло в: Короленко 1957. |
|                                          | 1917            | Пленные                                                                        | «Русские записки», 1917, № 2—3. Вошло в: Публицистика 2012. |
|                                          | 1917            | Изволят забавляться                                                            | «Русские записки», 1917, № 1. Вошло в: Публицистика 2012. |
|                                          | 1917            | Кризис                                                                         | «Русские ведомости», 1917, № 2. Вошло в: Публицистика 2012. |
|                                          | 1917            | Ещё о «странной мере» (Письмо в редакцию)                                      | «Русские ведомости», 1917, № 16. Вошло в: Публицистика 2012. |
| 1917                                     | 1917            | Новейшая русская история по В. В. Шульгину                                     | Опубликовано в газете «Русские ведомости», 1917, № 22, 27 января. Вошло в: Короленко 2002. |
| 1917                                     | 1917            | Телеграмма К. К. Арсеньеву                                                     | «Полтавский день», 1917, № 7, 12 (25) января. Вошло в: Публицистика 2012. |
|                                          | 1917            | Педагогическое истязание (К делу Н. К. Цюпа)                                   | «Полтавский день», 1917, № 25, 18 (31) января. Вошло в: Публицистика 2012. |
|                                          | 2012            | Любопытная оговорка А. Ф. Трепова                                              | На рукописи из архива писателя автором отмечено: «Выкинуто цензором из „Полтавского Дня“ 31 января 1917 г.». Впервые: «Неизданный Короленко. Публицистика 1917—1918». |
| 1917                                     | 1917            | Положение обязывает                                                            | Написана 2 февраля 1917. «Полтавский день», 1917, № 27, 17 февраля. Вошла в: Публицистика 2012. |
|                                          | 1917            | Речь на митинге в Полтаве                                                      | «Полтавский день», 1917, № 55, 7 марта. Вошла в: Короленко 2002. |
|                                          | 1917            | Привет издалека                                                                | «Полтавский день», 1917, 8 марта. Вошло в: Публицистика 2012. |
|                                          | 1917            | Хлестаковы или хуже?                                                           | «Полтавский день», 8—9 марта. Вошло в: Публицистика 2012. |
|                                          | 1917            | Мыши в подполье (На местные мотивы)                                            | «Полтавский день», 1917, 10 (23) марта. Вошло в: Публицистика 2012. |
|                                          | 1917            | О законе и о беззаконии                                                        | «Полтавский день», 1917, 10 (23) марта. Вошло в: Публицистика 2012. |
| Произнесена 11 марта 1917                | 2002            | Речь перед солдатами полтавского гарнизона                                     | Впервые опубликована по автографу в: Короленко Владимир. Была бы жива Россия!: Неизвестная публицистика. 1917—1921 гг. / Составитель: С. Дмитриев. — Аграф, 2002. — 448 с. — ISBN 5-7784-0201-5. |
|                                          | 1917            | Родина в опасности                                                             | Опубликовано в газете «Русские ведомости», 1917, № 58, 14 марта. Вошло в: Короленко 2002. |
|                                          | 1917            | Прощальное слово нижних чинов бывшей полиции                                   | «Полтавский день», 1917, № 61, 14 марта. Вошло в: Публицистика 2012. |
|                                          | 1917            | К полтавским гражданам                                                         | «Полтавский день», 1917, № 80 (1192), 12 (25) апреля. Вошло в: Публицистика 2012. |
|                                          | 1917            | Л. А. и А. А. Волкенштейн                                                      | «Южный край», 1917, № 13994 (утренний выпуск), 22 апреля . Вошло в: Публицистика 2012. |
|                                          | 1917            | Падение царской власти (Речь простым людям о событиях в России)                | Опубликовано в газете «Русские ведомости», 1917, № 97—99, 2—4 мая. Вошло в: Короленко 2002. |
| 1917, 17 мая                             | 1917            | Письмо в редакцию [«Киевской мысли»]                                           | «Киевская мысль», 1917, № 129, 25 мая. Вошло в: Публицистика 2012. |
| 1917, 12 июня                            | 1917            | Письмо в редакцию                                                              | Опубликовано в газете «Русские ведомости», 1917, № 136, 17 июня. Вошло в: Короленко 2002. |
|                                          | 1917            | К городским выборам                                                            | Впервые опубликовано под названием «Письмо по поводу выборов» в газете «Полтавский день», 1917, № 145, 1 июля. Затем с некоторыми поправками и сокращениями — в газете «Русские ведомости», 1917, № 152, 6 июля. Вошло в: Короленко 2002.                                                                                     |
|                                          | 1917            | Побольше честности                                                             | Опубликовано под названием «Об элементарной политической честности» в «Полтавском дне», 1917, № 146, 2 июля. Перепечатано с новым названием в газете «Русские ведомости», 1917, № 151, 5 июля. Вошло в: Короленко 2002. |
|                                          | 1917            | Письмо В. Г. Короленко                                                         | «Русские ведомости», 1917, № 171, 22 июля. Вошло в: Публицистика 2012. |
|                                          | 1917            | Наше пораженчество и Германия                                                  | «Полтавский день», 1917, № 149, 10 августа. Вошло в: Публицистика 2012. |
|                                          | 1917            | Открытое письмо В. Л. Бурцеву                                                  | Опубликовано в газете «Русские ведомости», 1917, № 184, 12 августа. Вошло в: Короленко 2002. |
| 1917, июнь — август                      | 1917            | Война, отечество и человечество                                                | Опубликовано в газете «Русские ведомости», 1917, № 186, 188, 191, 194, 196, 15—27 августа. Вошло в: Короленко 2002. |
|                                          | 1917            | Голос из плена                                                                 | «Полтавский день», № 238, 25 октября. Вошло в: Короленко 2002. |
|                                          | 1917            | Испытание                                                                      | «Полтавский день», № 242, 29 октября. Вошло в: Публицистика 2012. |
|                                          | 1917            | Опять цензура                                                                  | «Вестник Полтавского губернского общественного комитета», № 157, 1 ноября. Вошло в: Публицистика 2012. |
|                                          | 1991            | Украинский шовинизм                                                            | Впервые: «Волга», 1991, № 1. Вошло в: Короленко 2002. |
|                                          | 1917            | Граждане, члены Совета рабочих и солдатских депутатов                          | «Бюллетень Вестника Полтавского губернского общественного комитета», 2 ноября. Вошло в: Публицистика 2012. |
|                                          | 1917            | Полтава, 3 ноября 1917 г.                                                      | «Бюллетень Вестника Полтавского губернского общественного комитета», 3 ноября. Вошло в: Публицистика 2012. |
|                                          | 1917            | Прежде и теперь                                                                | «Вестник Полтавского губернского общественного комитета», 7 ноября. Вошло в: Публицистика 2012. |
|                                          | 1917            | Голоса отрезвления                                                             | «Полтавский день», № 246, 14 ноября. Вошло в: Короленко 2002. |
|                                          | 1917            | В защиту свободы печати                                                        | «Русские ведомости», 1917, № 253, 18 ноября. Вошло в: Публицистика 2012. |
|                                          | 1917            | Телеграмма в газету «Слово в цепях»                                            | Петроградская газета «Слово в цепях», № 1, 22 ноября. Вошло в: Публицистика 2012. |
|                                          | 1917            | Торжество победителей                                                          | Опубликовано в газете «Русские ведомости», 1917, № 265, 3 декабря. Вошло в: Короленко 2002. |
| Датируется 1917 годом                    | 2002            | Бесскелетные души                                                              | Впервые опубликовано по машинописному экземпляру с поправками автора в: Короленко Владимир. Была бы жива Россия!: Неизвестная публицистика. 1917—1921 гг. / Составитель: С. Дмитриев. — Аграф, 2002. — 448 с. — ISBN 5-7784-0201-5. В основе статьи — дневниковая запись от 5 декабря 1917.                                   |
|                                          | 1918            | Московский большевик Моисеев                                                   | «Киевская мысль», 1918, № 2, 3 января. Вошло в: Короленко 2002. |
| 1918                                     | 1918            | Двадцатипятилетие «Русского богатства»                                         | «Русское богатство», 1918, № 1/3. Вошло в: Публицистика 2012. |
| 1918, 4 (17) марта и 8 (21) марта        | 1918            | Перед приходом немцев (Письмо из Полтавы)                                      | Опубликовано в газете «Петроградское эхо», 1918, № 41, 2 апреля. Вошло в: Короленко 2002. |
|                                          | 1918            | Нужна ли дума? (Ответ «Вістям Ради»)                                           | Полтавская газета «Свободная мысль» (орган объединённых социалистов), № 15, 9 (22) марта (без подписи). Вошло в: Короленко 2002. |
|                                          | 1918            | Грех и стыд                                                                    | «Свободная мысль», 1918, № 24, 2 апреля. Вошло в: Публицистика 2012. |
| 1918, предположительно — первая половина | 2002            | Об Отечестве и об «общих» интересах                                            | Статья не закончена. Опубликована впервые по автографу в: Короленко Владимир. Была бы жива Россия!: Неизвестная публицистика. 1917—1921 гг. / Составитель: С. Дмитриев. — Аграф, 2002. — 448 с. — ISBN 5-7784-0201-5. |
|                                          | 1918            | Два ответа                                                                     | Газета «Наша мысль» (Полтава), 1918, № 10, 5 апреля. Вошло в: Публицистика 2012. |
|                                          | 1918            | Характерное                                                                    | Опубликовано в Полтаве в газете «Наша мысль», 1918, № 30, 15 (28) апреля. Вошло в: Короленко 2002. |
| 1918, 9 мая                              | 1918            | Пределы свободы слова                                                          | Газета «Вольная мысль» (Полтава), 1918, № 2, 27 апреля (10 мая). Вошло в: Короленко 2002. |
| 1918                                     | 1918            | Что это?                                                                       | Со значительными цензурными сокращениями статья напечатана в «Вольной мысли», 1918, № 9, полностью — в «Киевской мысли», № 86, 26 мая. Вошла в: Короленко 2002. |
|                                          | 1918            | Ответ товарищам журналистам Киевского съезда                                   | «Киевская мысль», 1918, № 101, 13 июня / 31 мая. Вошло в: Публицистика 2012. |
| Произнесена 15 (28) июля 1918            | 1918            | Речь на праздновании юбилея                                                    | Опубликована в газетах «Полтавский день» и «Полтавские новости» 17/30 июля. Вошла в: Короленко 2002. |
| Предположительно, апрель — октябрь 1918  | 1991            | Не раздувайте вражды                                                           | Сохранились три редакции статьи. Впервые опубликована в журнале «Волга» (1991, № 1) третья, наиболее полная редакция. Вошла в: Короленко 2002. |
|                                          |                 | «День» (От нашего корреспондента)                                              | «Киевская мысль», 1918, 29 июля. Вошло в: Публицистика 2012. |
|                                          |                 | Явление иконы                                                                  | Опубликовано в: Неизданный В. Г. Короленко. Публицистика. Т. 2. 1917—1918. — 2012. |
|                                          | 1918            | На помощь русским детям                                                        | «Киевская мысль», № 205, 23 октября / 5 ноября. Вошло в: Короленко 2002. |
| 1918                                     | 1918            | Тургенев и «Записки охотника»                                                  | Речь Короленко была напечатана в газетах «Полтавский день», 1918, № 146 и 147, 12 и 13 ноября, и «Полтавские новости», 1918, № 155 и 157, 12 и 14 ноября. |
|                                          | 1918            | Тургенев и самодержавие                                                        | «Киевская мысль», 1918, № 213, 13 ноября. Вошло в: Публицистика 2012. |
| 1918, 10 декабря                         | 1918            | В «Заразном городке»                                                           | Опубликовано 12 декабря 1918 в газетах «Полтавский день», № 170, и «Полтавские новости», № 182. Вошло в: Короленко 2002. |
| 20-е числа декабря 1918                  | 1991            | Помощь военнопленным                                                           | Опубликовано в журнале «Советская литература», 1991, № 1. Является переработанным и дополненным вариантом воззвания, опубликованного в газетах «Полтавский день» и «Полтавские новости» 26 ноября 1918, а также в других изданиях. Был ли в то время напечатан переработанный вариант, неизвестно. Вошло в: Короленко 2002.   |
| Декабрь 1918                             | 1990            | Ненастоящий город                                                              | Незаконченная статья, в автографе не имеет названия. Опубликована в журнале «Советская литература», 1990, № 11. Вошло в: Короленко 2002. |
|                                          |                 | Воззвание к американцам                                                        | «Память. Исторический сборник», вып. 4, М., 1979; Париж, 1981, с. 394—397. Вошло в: Короленко 2002. |
| 1919, 26 июня                            |                 | Ответы на вопросы корреспондента РОСТА                                         | Впервые: «Память. Исторический сборник», вып. 2, М., 1977 — Париж, 1979. Вошли в: Короленко 2002. |
| 1919, вторая половина августа            | 1919            | Письма из Полтавы                                                              | Екатеринодарская газета «Утро Юга», 1919, 28 августа / 10 сентября, 30 августа / 12 сентября, 1/14 сентября, 4/17 сентября, 8/21 сентября. Вошли в: Короленко 2002. |
|                                          | 1919            | Письмо в редакцию «Известий»                                                   | Вошло в: Публицистика 2013. |
|                                          |                 | Не надо мести                                                                  | Опубликовано в: Неизданный В. Г. Короленко. Публицистика. Т. 3. 1919—1921. |
| 1919                                     |                 | Опасная болезнь                                                                | Датировано автором 15 сентября 1919 г. Впервые: «Советская литература», № 11, с. 109. Вошло в: Публицистика 2013. |
| 1917—1919                                | 1922            | «Земли! Земли!» Наблюдения, размышления, заметки                               | Впервые опубликовано в: «Голос минувшего», 1922, кн. 1, 2 (в сокращении). Полностью опубликовано в: «Современные записки», Париж, 1922, кн. 10, 11, 12; 1923, кн. 13. Вошло в Собр. 1989—1991. |
|                                          | 1991            | Неотправленное письмо А. В. Луначарскому                                       | Впервые: «Волга», 1991, № 1. Вошло в: Короленко 2002. |
| 1920, 19 июня — 22 сентября              | 1922            | Письма к Луначарскому                                                          | Впервые опубликовано в: «Современные записки», Париж, 1922, кн. 9. Вошли в Собр. 1989—1991. |
| 1920, 20 ноября                          | 1927            | К десятилетию со дня смерти Л. Н. Толстого                                     | Впервые: Полное посмертное собрание сочинений, т. XXIV. Вошло в: Короленко 2002. |
| 1921                                     |                 | Письмо Народному Комиссару Просвещения                                         | Датируется 4 апреля 1921 г. Опубликовано в: Публицистика 2013. |
| 1921                                     | 1991            | К честным людям за границей                                                    | Датируется августом 1921 г. Опубликовано в: «Пульс-информ», 1991, № 1, с. 57—58. Вошло в: Публицистика 2013. |

## Публикация писем, дневников, записных книжек
- Письма В. Г. Короленко к И. П. Белоконскому, 1883—1921. — М.: Задруга, 1922.
- Короленко В. Г. Письма. 1888—1921. — Пб., 1922.
- Полное посмертное собрание сочинений В. Г. Короленко. — Государственное издательство Украины, 1923. — Т. L.
- Короленко В. Г. Полное посмертное собрание сочинений. Т. LI. Письма: Книга 2. — Государственное издательство Украины, 1923. — 190 с.
- А. П. Чехов и В. Г. Короленко. Переписка / Редакция Н. К. Пиксанова. — М., 1923.
- Письма В. Г. Короленко к А. Г. Горнфельду. — Л.: Сеятель, 1924.
- Короленко В. Г. Полное собрание сочинений (посмертное издание). Дневник (1881—1893 гг.). — Государственное издательство Украины, 1925. — Т. [I].
- Короленко В. Г. Полное собрание сочинений (посмертное издание). Дневник (1893—1894 гг.). — 1926. — Т. [II]. — 352 с.
- Короленко В. Г. Полное собрание сочинений (посмертное издание). Дневник. — Государственное издательство Украины, 1927. — Т. III: 1895—1898.
- Короленко В. Г. Полное собрание сочинений (посмертное издание). Дневник. — Государственное издательство Украины, 1928. — Т. IV: 1898—1903.
- Короленко В. Г. Письма к П. С. Ивановской. — М.: Издательство политкаторжан, 1930.
- Короленко В. Г. Записная книжка: 1879. — Горький: Краевое издательство, 1932. — 131 с.
- Переписка В. Г. Короленко и Н. Л. Когана (Наумова). — Мир, 1934.
- Короленко В. Г. Записные книжки: 1880—1900. — М.: Художественная литература, 1935. — 524 с.
- Короленко В. Г. Письма из тюрем и ссылок: 1879—1885. — Горький: ОГИЗ, 1935.
- Короленко В. Г. Избранные письма: В 3 томах. — М., 1932—1936.
- Короленко В. Г. Письма и отрывки из писем // Избранные произведения. — М.; Л.: Издательство детской литературы, 1940.
- Короленко В. Г. Собрание сочинений в десяти томах. — М.: ГИХЛ, 1956. — Т. десятый: Письма 1879—1921.
- Письма // В. Г. Короленко о литературе. — М.: Гослитиздат, 1957.
- А. М. Горький и В. Г. Короленко: Переписка, статьи, высказывания. — М., 1957.
- Короленко В. Г. Дневник: 1917—1921. Письма. — М.: Советский писатель, 2001. — 544 с. — 5000 экз. — ISBN 5-265-03471-4.
- Неизданный В. Г. Короленко (1914—1921): Дневники и записные книжки. — М.: Пашков дом, 2013. — Т. 1. 1914—1918. — 352 с. — ISBN 978-5-7510-0555-9.
- Неизданный В. Г. Короленко (1914—1921): Дневники и записные книжки. — М.: Пашков дом, 2013. — Т. 2. 1919—1921. — 400 с. — ISBN 978-5-7510-0556-6.